# Kabupaten de Tuban
Le kabupaten de Tuban, en indonésien Kabupaten Tuban, est un kabupaten d'Indonésie situé dans la province de Java oriental. La ville de Tuban, chef-lieu du kabupaten, est située sur la côte nord de l'île de Java, à environ 100 km à l'ouest de Surabaya.

## Histoire
Tuban est mentionné dans des textes chinois du XIe siècle.
C'est à Tuban qu'en 1292 débarque un corps expéditionnaire sino-mongol chargé de punir l'affront infligé à l'empereur de Chine par le roi Kertanegara de Singasari. À l'époque du royaume hindou-bouddhique de Majapahit, c'était un port important et un vassal.
Lors de leur passage au cours d'une des expéditions de l'amiral chinois musulman Zheng He entre 1405 et 1433, des membres de sa suite constatent qu'une grande partie des habitants de Tuban sont originaires des provinces méridionales chinoises du Fujian et du Guangdong.
On pense que Tuban était déjà musulmane avant sa conquête par le sultanat de Demak vers 1527. Même musulmane, la cité était restée loyale à Majapahit.
Tuban abrite la tombe de Sunan Bonang, un des neuf propagateurs de l'islam selon la tradition javavaise, les Wali Sanga. Sunan Bonang aurait vécu au XVIe siècle. Sa tombe est un important lieu de pèlerinage.

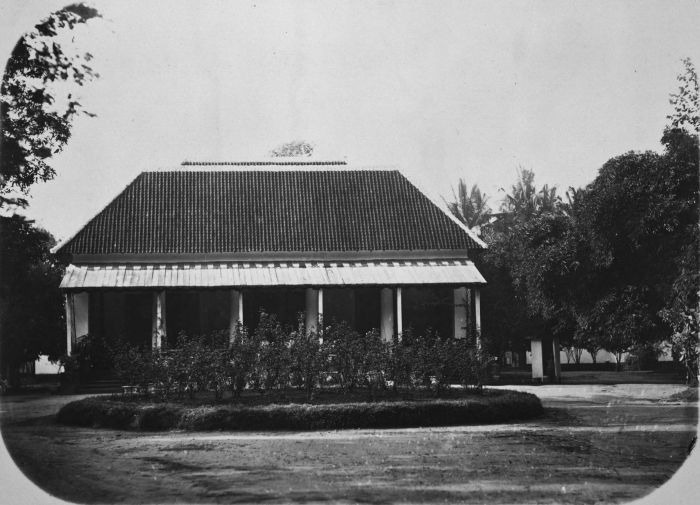
Demeure de l' assistent-resident (fin du XIXe siècle)

## LaKidung Ronggo Lawe
Ce poème épique javanais raconte l'histoire de Ronggo Lawe, que le roi de Majapahit nomme prince de Tuban. Ronggo Lawe, en désaccord avec son roi, se rebellera contre lui. Il mourra, cerné par les troupes de Majapahit. Ronggo Lawe illustre un idéal héroïque javanais, celui d'un chevalier prêt à se rebeller contre son suzerain au nom de principes plus élevés.
La date de la nomination de Ronggo Lawe est le 12 novembre 1293. Bien qu'il n'y en ait pas de preuve historique, elle a été retenue comme celle de la fondation de Tuban. 

## Économie
Tuban est connue en Indonésie pour son tabac et son teck.
PT Semen Gresik, entreprise d'État qui est un des principaux producteurs de ciment d'Indonésie, a construit une usine à Tuban, qui fonctionne depuis 1994.
Une usine pétrochimique appartenant à la société Trans Pacific Petrochemical Indotama (TPPI) a démarré en 2006, avec plusieurs années de retard.

## Tourisme
Tuban est surnommée "la ville aux mille grottes", en raison des nombreuses grottes dans la région.